# Itilleq
Itilleq – miejscowość na zachodnim wybrzeżu Grenlandii, w gminie Qeqqata. Osada ta znajduje się nad Cieśniną Davisa w odległości ok. 45 km na południe od miasta Sisimiut.
W roku 2011 w Itilleq mieszkało około 114 osób.